# Degranvillea dermaptera
Degranvillea dermaptera – gatunek roślin z monotypowego rodzaju Degranvillea z rodziny storczykowatych (Orchidaceae). Rośliny występują w Surinamie i Gujanie Francuskiej w Ameryce Południowej.

## Systematyka
Gatunek sklasyfikowany do podplemienia Spiranthinae w plemieniu Cranichideae, podrodzina storczykowe (Orchidoideae), rodzina storczykowate (Orchidaceae), rząd szparagowce (Asparagales) w obrębie roślin jednoliściennych.